# 鷲巣あやの
鷲巣 あやの（わしず あやの、1983年3月2日 - ）は、神奈川県出身のタレント、元レースクイーン。所属事務所はノーリーズン。愛称はあやのん。オリジナル・ブランド「BuLUSIS Flower（ブルーシスフラワー）」を立ち上げ、プリザーブドフラワーアーティストとしても活躍している。
2013年12月21日に元プロ野球選手の青松敬鎔（当時千葉ロッテマリーンズに所属）と結婚。

## 関連人物
- 岡田文栄
- 安達麗

## 主な出演作品

### 映画
- 『転生』（2006年6月3日公開） - 主役・町田小梅 役
- 『ハナユメ』（2007年2月公開）
- 『キャラウェイ』（2007年4月7日公開、日高尚人）
- 『巨乳をビジネスにした男』（2007年公開、渡辺武監督）
- 『CASINO』（2008年3月、辻裕之監督）
- 『CASINO 2』（2008年7月、辻裕之監督）
- 『極道兵器』（2010年4月公開）

### テレビドラマ
- 仮面ライダーディケイド 第8・9話（2009年、テレビ朝日） - ミー 役
- 名探偵の掟 第八章（2009年6月5日、テレビ朝日）

### バラエティ
- ドランク魂 レギュラー(2005年、東海テレビ)
- 中山道 レギュラー(2005年、テレビ東京)
- 浅草キッド スペシャル　ゲスト(2005年、テレビ朝日系)
- うちあげ！　ゲスト(2005年、中部日本放送)
- アイドル芸能社　レギュラー(2005年、BS-i)
- グラビアの美少女(MONDO21)
- 天使らんまん(2006年5月30日、 毎日放送)
- BANBA王 レギュラーレポーター(2006年、GyaO)
- PRIDE 武士道　ゲストコメンテーター(2006年、スカパー)
- ランク王国　ゲスト(2006年、TBS)
- 有閑倶楽部　第３話 出演(2006年、日本テレビ)
- 踊る!さんま御殿!!　ゲスト(2006年、日本テレビ)
- 中山秀征の年忘れ!!女だらけのビリヤードバトル!!(2006年12月27日、テレビ朝日)
- クイズ！紳助くん(2006年、テレビ朝日)
- ゲームコング7世(2006年、テレビ朝日)
- BOOMER+ (2007年、J SPORTS)
- 高校講座特番「情報×家庭総合」 (2007年 、NHK)
- 超能力プロジェクト2007〜スーパーナチュラル〜 (2007年 、フジテレビ)
- 細川茂樹の華麗なる超セレブ＆宮廷料理　(2008年、食と旅のフーディーズTV)
- 夢の扉 〜NEXT DOOR〜　ナビゲーター (2008年 、TBS)
- 釣りロマン (2010年 、テレビ東京)
- トキメキハート フィッシングストーリー　レギュラー (2010年 、シマノTV)
- 競馬場の達人（2012年10月14日、グリーンチャンネル）

### ラジオ
- ジャングルパラダイス　ゲスト(2006年 、FM FUJI)
- 東貴博のヤンピース　コーナー準レギュラー(2006年 、ニッポン放送)
- ごちゃ・まぜ・金スペ　ゲスト(2007年 、毎日放送)
- 原田浩太郎と鷲巣あやのもめんください（2012年-2013年、アール・エフ・ラジオ日本）

### 舞台
- 朝倉薫演劇団特別公演「幕末エンジェル〜伝えたい愛の歌〜」(2008年11月27日〜30日、 野方区民ホール)
- 明治座7・8月コロッケ特別公演「棟方志功物語」（2011年7月5日-8月14日、明治座）

### CM
- 3D配信システム「HAI」(2011年、pdc株式会社)
- Xbox「Kinect」(3年契約)(2010年、Microsoft Corporation)
- TOKYO CITY KEIBA TCKアンバサダー(2007年、東京シティ競馬)
- 大阪 SPAワールド (2007年)
- MOREグループ化粧品 (2007年、コスメテックジャパン)
- エレンス2001 ツインスキャルプシャンプー (2000年、マーナーコスメチックスブランド)
- Xiao広告ポスター (1998年、タカラトミー)
- アビバ「きっかけ篇」、「相談篇」、「体験篇」 (2012-2013年、アビバ)

### レースクイーン・イメージガール
- 2003年：第8代目ミス苗場
- 2004年：JGTC Projectμ 太陽石油ガールズ
- 2005年：SUPER GT DYNACITYレースクイーン→オープンインターフェイスレースクイーン(スポンサー会社不祥事により変更。鷲巣あやのは継続起用。詳細はダイナシティの項目を参照。)
- 2005年：鈴鹿8時間耐久ロードレース仮面ライダー響鬼 Hondaレディ
- 2006年：大阪オートメッセイメージガール

### グラビア掲載
- 週刊ビッグコミックスピリッツ2006年7号、15号、23号
- sabra2006年
- ザ・ベスト スペシャル2006年
- スタイルワゴン表紙 2006年8、9月号
- WOOO! Z2006年
- サブラ2006年
- CARトップ2006年
- 週刊実話2006年
- 週刊大衆2006年
- カスタムCAR2006年
- WOOO! B組2006年
- ザ・ベストオリジナル2006年
- トランスクーター表紙 2006年
- DOPE2006年
- 月刊カメラマン2006年
- FLASH2006年
- SPA!2006年
- ザ・ベスト2006年
- BOMB2006年
- スコラ2006年
- CIRCUS
- 週刊プレイボーイ2006年13号
- モトチャンプ表紙 2007年
- Rod&Real表紙 2007年
- 問題小説表紙 2007年
- 週刊現代2007年
- FRIDAY2007年
- Tarzan2007年
- グラビア・ザ・テレビジョン2007年
- トランスクーター2007年
- BOON2007年
- GET NAVI2007年
- yahoo! 月間チャージャー2007年
- GIRLs2008年
- FRIDAY2008年
- Ex大衆2008年
- トランスクータ2008年
- UMAJIN2008年
- SOOP2009年
- MOTONAVI2009年

## リリース作品

### 写真集
- 咲—鷲巣あやの1st写真集(2007年6月1日発売、学習研究社)
- 鷲巣あやの写真集「みろく」(DVD付)(2008年4月26日発売、ワニブックス)

### イメージビデオ
- レースクイーンの女神たち2004 Special Edition Vol.1(2004年8月25日発売、マジカル)
- レースクイーンの女神たち2004 鷲巣あやの (2004年8月25日発売、マジカル)
- 和 nodoka (2005年11月25日発売、キノポケット)

- 予感・・・(2006年5月21日発売、イーネット・フロンティア)
- アジアの翼(タスク) (2006年10月27日発売、リバプール)
- ぼたん(2008年1月25日、リバプール)
- 華音(2008年5月23日、リバプール)
- 茉莉〜まつり〜(2008年9月19日、イーネット・フロンティア)
- 魅了（2011年6月22日、イーネット・フロンティア）